# Asie (provincie)
Římská provincie Asia zahrnovala západní část poloostrova Malá Asie v dnešním Turecku. Toto teritorium původně náleželo pergamskému království, které podle závěti svého posledního krále, Attala III., připadlo v roce 133 př. n. l. římské republice. Asie byla pokládána za jednu z nejvýznamnějších a nejbohatších provincií římské říše, především díky velikosti a prosperitě tamějších měst.
Hranice provincie se v průběhu staletí různě měnily. Asie původně zahrnovala území Mýsie, Lýdie, Iónie a Kárie. Západní část Frýgie, která byla dočasně svěřena pontskému králi Mithridatovi V., se stala součástí provincie v roce 116 př. n. l. V době římského císařství sousedila Asie s Bithýnií na severu, s Lykií na jihu a s Galatií na východě.

## Dějiny
Seleukovský král Antiochos III. Veliký byl po ničivé porážce v bitvě u Magnésie v roce 190 př. n. l. donucen vzdát se většiny pozdějšího teritoria provincie. Podle smlouvy z Apameie (188 př. n. l.) bylo celé seleukovské území na sever od pohoří Taurus předáno Římanům, kteří je přenechali svému spojenci, pergamskému králi Eumenovi II. Jeho syn Attalos III., který po sobě nezanechal žádné potomky, odkázal svoji říši Římu. Po porážce vzbouřeného nelegitimního Eumenova syna, Aristoníka, přeměnil konzul Manius Aquillius v roce 129 př. n. l. království v provincii Asii. Římská přítomnost v Malé Asii měla mít záhy vážný dopad na sousední státy.
Řím se zpočátku zdráhal zasahovat do záležitostí východních národů a jen zřídkakdy vysílal své diplomaty do těchto zemí. V případě sporů místních vládců se Římané obvykle přikláněli na stranu svých spojenců. Tato lhostejnost se příliš nezměnila ani po roce 133 př. n. l. Zatímco římský senát neprojevoval mnoho ochoty o dění v Asii, jiní nebyli tak zdrženliví. Zákon přijatý Gaiem Gracchem v roce 123 př. n. l. přiznal členům jezdeckého stavu právo vybírat v provincii daně, čehož využila řada podnikavých jedinců. V případě, že uvalené daně nebyli jejich plátci schopni uhradit, byli tito nuceni půjčovat si od Římanů peníze za přemrštěný úrok. Výsledkem toho bylo zabrání dlužníkovy půdy římským věřitelem. Tímto nespravedlivým postupem si Římané hluboce znepřátelili zdejší obyvatelstvo.
V roce 88 př. n. l. pontský král Mithridatés VI. napadl Asii. Vědom si všeobecné nenávisti vůči zkorumpované římské vládě, podnítil lidové povstání namířené proti Římu, přičemž nařídil zmasakrovat všechny Římany a Italy v provincii. Odhady počtu obětí tohoto krveprolití kolísají mezi 80 000 až 150 000. O tři roky později vypudil Mithridata z Asie Lucius Cornelius Sulla, který poté reorganizoval její správu.
Navzdory občasným povstáním byla vojenská přítomnost Římanů v provincii až do příchodu Sullova vojska minimální. I pak si ale Asie udržela výjimečné postavení, jakožto jedna z mála provincií obsazených jen nepatrnou vojenskou posádkou. Třebaže zde nebyla dislokována jediná stála legie, přesto nelze říci, že by se tu nenacházely žádné vojenské síly. Oddíly legionářů byly umístěny ve frýžských městech Apameia a Amorium.
Po Augustově nástupu byla Asie v roce 27 př. n. l. ustavena tzv. senátorskou provincií spravovanou prokonzul jmenovaným římským senátem. Římský místodržitel trávil většinu svého funkčního období na cestách po provincii, při nichž rozhodoval spory místních obyvatel. Počátek principátu přivodil rozmach asijských měst a urbanizace provincie. Asie se proměnila v jakýsi konglomerát samosprávných, ovšem mezi sebou silně nevražících obcí zkrášlených znamenitými veřejnými stavbami. Pozůstatky akropole v Pergamu, vybudované podle athénského vzoru, Diova oltáře, či divadla a Celsovy knihovny v Efesu patří k jedinečným dokladům velkoleposti řecké a římské architektury.
Centrem správy a sídlem prokonzula byl Efesos, který soupeřil s Pergamem a Smyrnou o postavení nejmocnější obce v provincii. Dalšími důležitými městy byly Mílétos, Sardy, Kyzikos, Halikarnássos a Laódikeia. Každé z těchto měst si samo řídilo své hospodářství, určovalo daně a přijímalo zákony. Všechna města byla obydlena převážně Řeky, zatímco na venkově převládalo původní předřecké obyvatelstvo, vystavené ovšem pozvolnému působení helenizace. Na Augustovu počest bylo po celé provincii vztyčeno mnoho chrámů, v nichž byla uctívána osoba císaře. Tento kult již záhy naprosto zastínil lokální božstva. Podobně jako ve většině východních provincií se i v Asii velice brzy rozšířilo křesťanství.
Ve 3. století započal úpadek provincie, jenž byl zapříčiněn častými epidemiemi, opakujícími se vpády Gótů v 50. a 60. letech a rovněž klesajícím zájmem občanů o rozvoj obcí. Na počátku 4. století odňal císař Diocletianus asijským městům jejich samosprávu, uvalil na ně vysoké daně a rozdělil provincii do sedmi menších celků. Mnoho kdysi kvetoucích měst kvůli tomu pokleslo na úroveň zapadlých vesnic. Některá, jako Efesos nebo Sardy, si však podržela svoje dřívější postavení a nadále fungovala jako střediska obchodu, místní správy a církevní organizace. Asie představovala centrum řecké a římské kultury na východě ještě po celá staletí. V byzantských dobách byl region začleněn do thematu Anatolikon. Součástí byzantské říše zůstalo území až do přelomu 13. a 14. století, kdy zde bylo založeno několik tureckých emirátů, které si později podrobili osmanští Turci.